# Campeonato Angolano de Hóquei em Patins de 2001
O Campeonato Angolano de Hóquei em Patins é a maior competição de clubes Angolanos da modalidade Hóquei em Patins, e actualmente também a maior em África. A competição é disputada no sistema de todos contra todos a três voltas.

## Classificação Final
| Pos. | País                         | Pont. |
| ---- | ---------------------------- | ----- |
| 1.   | Atlético Petróleos Luanda    | 21    |
| 2.   | Grupo Desportivo da Banca    | 17    |
| 3.   | Casa Pessoal do Porto Lobito | 12    |
| 4.   | Sporting do Bie              | 11    |
| 5.   | União da Catumbela           | 7     |

## Ligações Externas
- Angola
- http://www.fap-patinagem.com/uploads/files/Palmares.doc
- http://www.angop.ao/angola/pt_pt/noticias/desporto/2000/10/45/,5c6bd47d-fb65-4868-a5a6-e21830be98ea.html